# Prionopelta amabilis
Prionopelta amabilis är en myrart som beskrevs av Borgmeier 1949. Prionopelta amabilis ingår i släktet Prionopelta och familjen myror. Inga underarter finns listade i Catalogue of Life.

## Bildgalleri

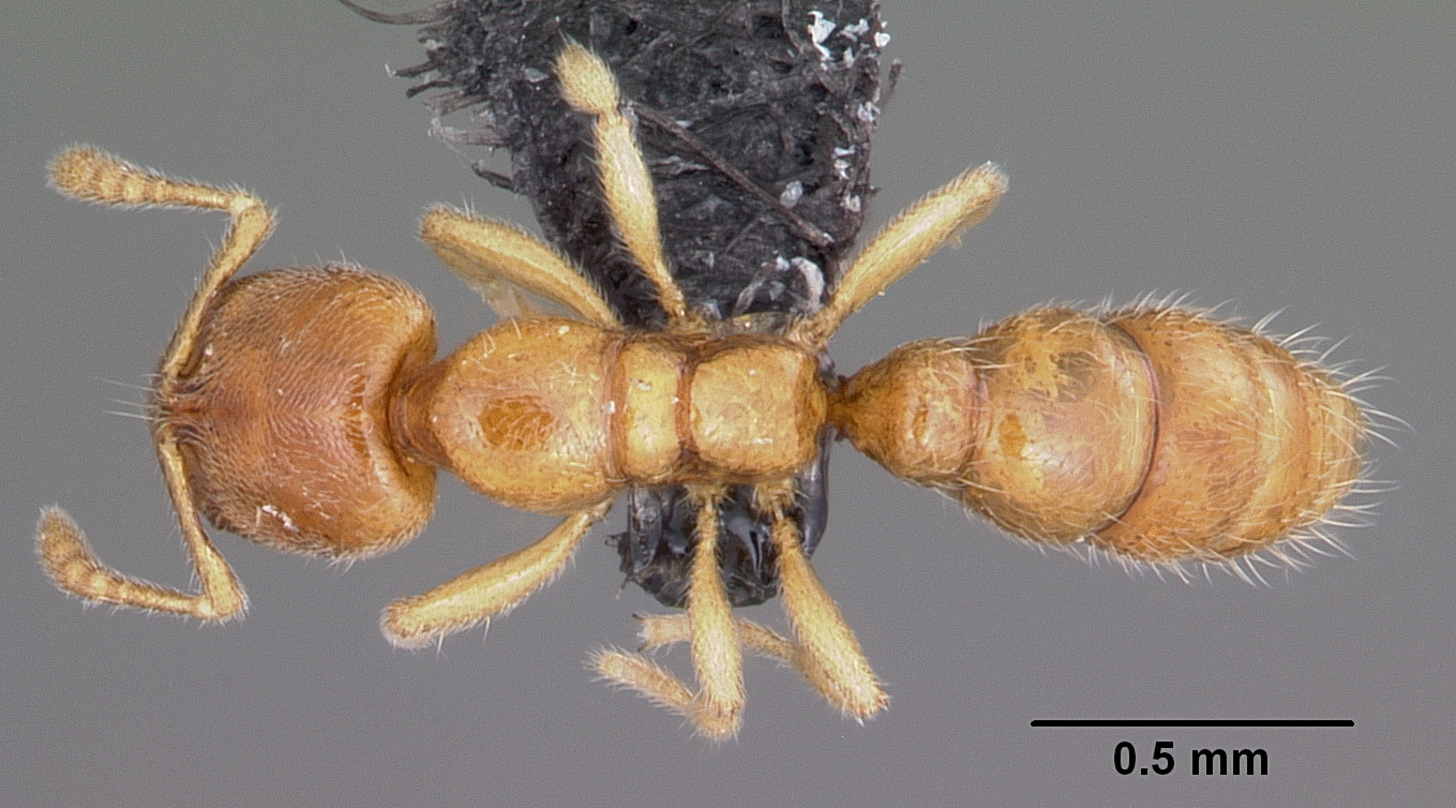
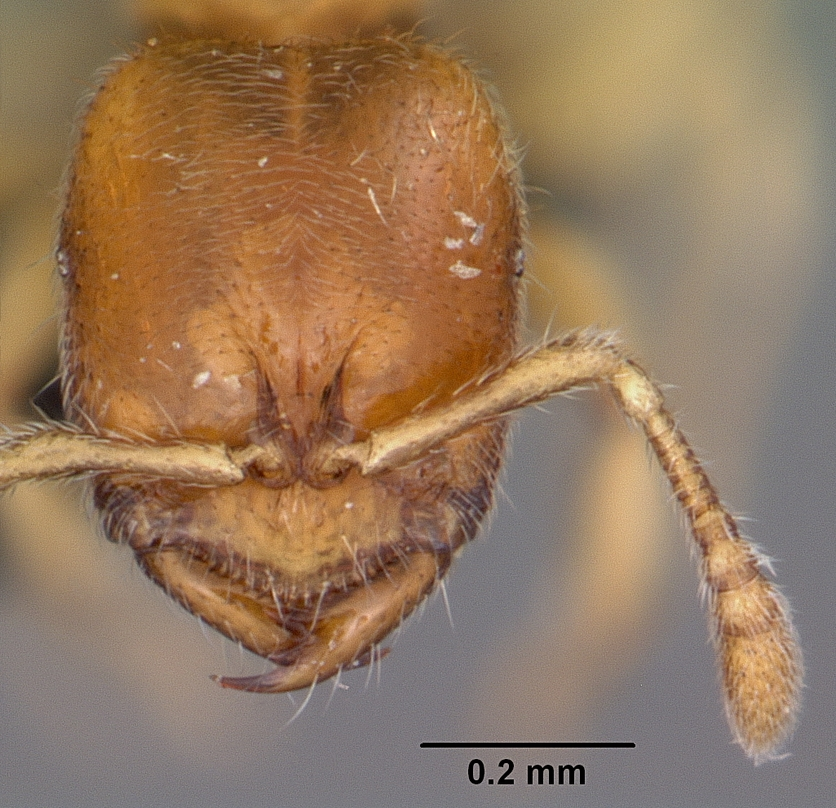
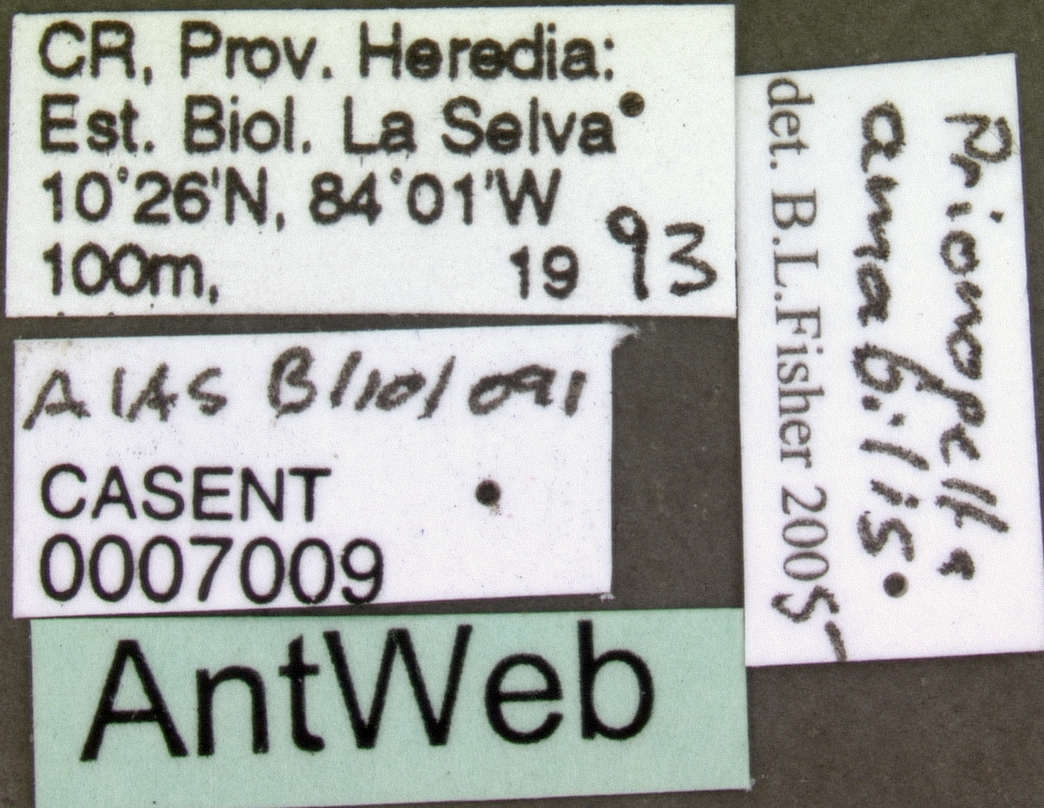
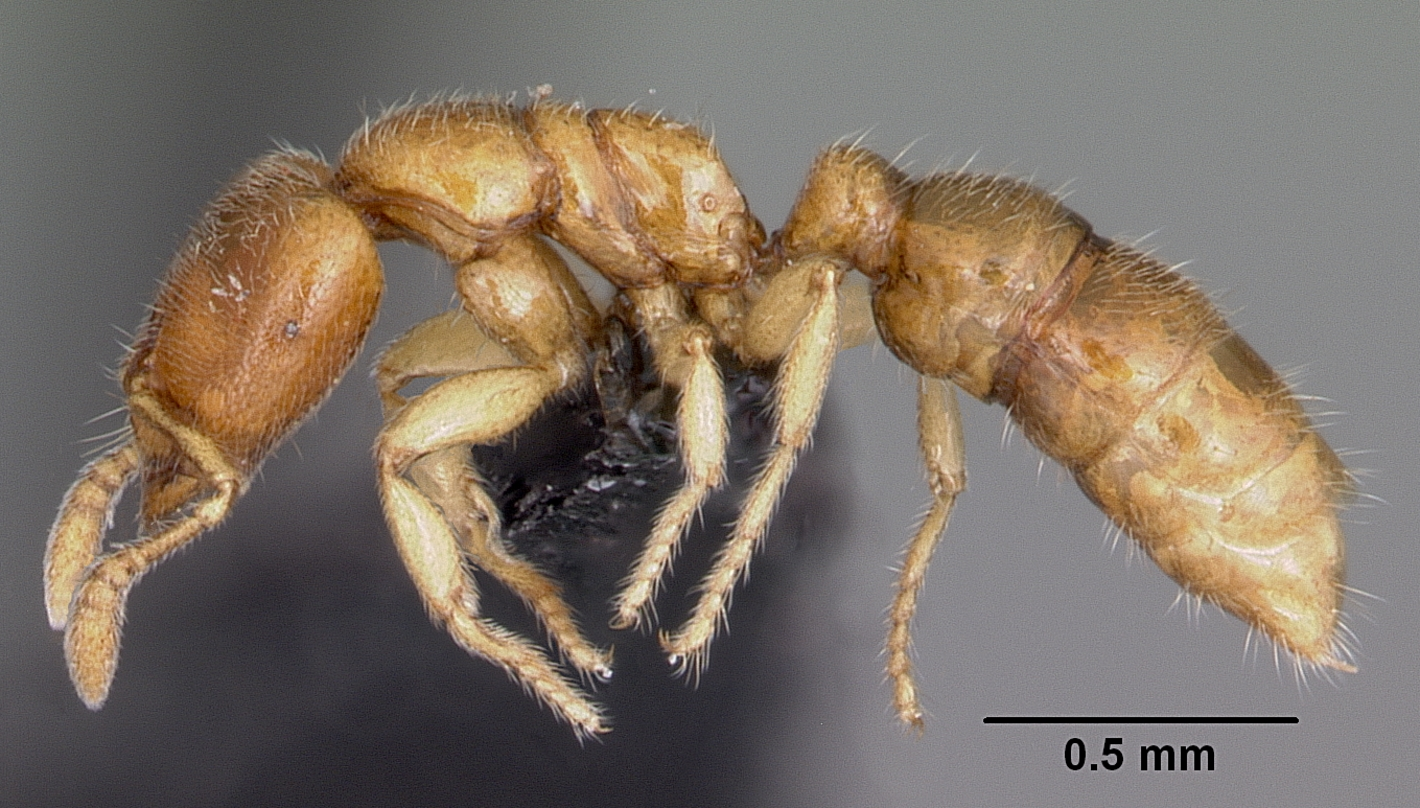
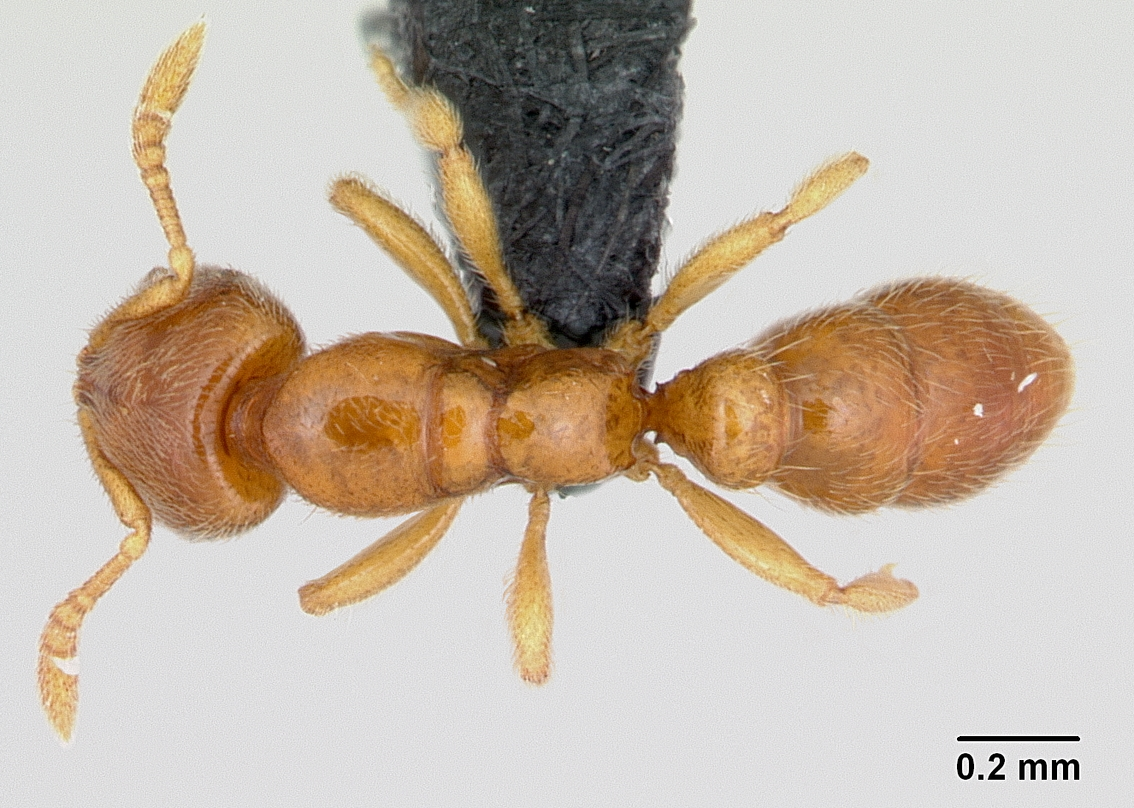
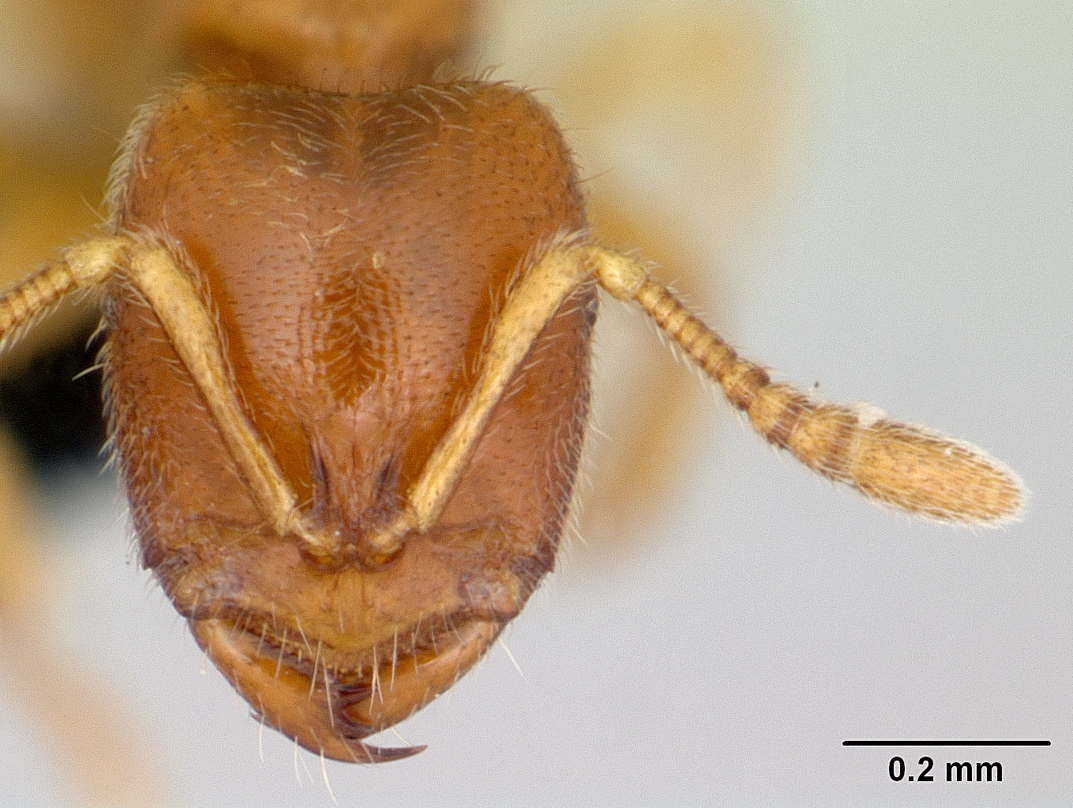